# ستيبيكونيت
الستيبيكونيت (بالإنجليزية: Stibiconite)‏ هو معدن صيغته الأولية Sb3O6(OH). نشأ اسمه من الكلمتين اليونانية "stibi" (أنتيمون) و"konis" (بودرة)، إشارة إلى تكوينه وسلوكه.